# Arturo Pardo y Manuel de Villena
Arturo Pardo y Manuel de Villena (Madrid, 27 de marzo de 1870-Panticosa, 16 de agosto de 1907) I duque de Arévalo del Rey y VI barón del Monte Villena. 

## Biografía
Era hijo de María Isabel Manuel de Villena y Álvarez de las Asturias y de Arturo Pardo e Inchausti. Su madre reunió una importante suma de títulos de nobleza y Arturo como el mayor de los hijos era el teórico heredero de todos ellos. Sin embargo y como hiciera su abuelo el marqués de Rafal y conde de Vía Manuel José Casimiro, su madre decidió repartir el patrimonio de los Manuel de Villena entre la mayoría de sus hijos. A sus hermanos les correspondió con el marquesado de Rafal con grandeza de España para Alfonso, a Josefa con el condado de la Granja y a Isabel con el marquesado de Puebla de Rocamora. A Arturo su madre le reservó el condado de Vía Manuel con grandeza de España y la baronía del Monte, pero su prematura muerte le impidió tomar posesión del condado.
Arturo, que era íntimo del rey de España Alfonso XIII, fue un político prometedor siendo desde muy joven primer teniente de alcalde del Ayuntamiento de Madrid, senador del Reino por la provincia de Madrid, Diputado a Cortes por Alicante y gentilhombre de cámara del rey. Después fue maestrante de la Real Maestranza de Caballería de Zaragoza]] y se trasladó a Aragón donde estableció su residencia.
El 30 de junio de 1893 Arturo se desposó en Madrid a la edad de 23 años con María de la Consolación de Jiménez y Arenzana, marquesa de Casa Jiménez y vizcondesa de Torre Almiranta, nacida en 1875. De esa unión nació en el año 1900 el primogénito y heredero Carlos Pardo-Manuel de Villena y Jiménez, mellizo de María Mercedes. 
En 1899, su madre, María Isabel Manuel de Villena y Álvarez de las Asturias hizo cesión de algunos de los títulos que quería que ostentaran sus dos hijos varones, traspasándole a Arturo la baronía del Monte y a Alfonso el marquesado de Rafal, mientras que una hermana de Arturo, y el propio Arturo con respecto al condado de Vía Manuel, tuvieron que esperar al fallecimiento de María Isabel para obtener sus partes. Este hecho provocó la disolución del poderío patrimonial de la Casa de Manuel de Villena que quedaría repartido. Arturo cambió la denominación de la baronía del Monte, como se venía llamando hasta entonces, por baronía del Monte Villena.
El rey de España Alfonso XIII concedió a Arturo el título de duque de Arévalo del Rey con grandeza de España, decretándolo el 18 de mayo de 1903 y pasando Arturo a ser el I duque de este feudo. Su madre ya había intentado en el pasado rescatar el título, pero siempre tuvo oposición a ello. El duque de Abrantes especialmente, como jefe de la Casa de Zúñiga, descendientes del primer y único noble del antiguo título de duque de Arévalo. Incluso durante las tramitaciones, el alcalde de la villa de Arévalo se opuso a la creación del título alegando que la villa era de realengo desde el siglo XV. Pero Alfonso XIII, convencido del mérito de Arturo, se lo concedió igualmente sin atender a quejas.
Arturo quería que su primogénito Carlos ostentara en un futuro todas sus posesiones. El ducado de Arévalo del Rey, el condado de Vía Manuel y la baronía del Monte iban a quedar como cosa exclusiva de Carlos Pardo-Manuel de Villena y Jiménez.
El 16 de agosto de 1907 falleció a los 37 años en Panticosa, en la provincia de Huesca, Arturo Pardo y Manuel de Villena, truncando la posibilidad de hacerse portador del título de conde de Vía Manuel, que hubiese sumado al ducado y a la baronía que ya poseía. Sería su primogénito Carlos quién ostentara tan importante patrimonio.
Arturo fue trasladado a Madrid donde recibió sepultura en el cementerio madrileño de San Isidro. Tras su muerte, María de la Consolación de Jiménez y Arenzana, casó en segundas nupcias con Mariano Alonso-Castrillo y Bayón.

## Descendencia
Arturo y María de la Consolación tuvieron seis hijos:
- Carlos Pardo-Manuel de Villena y Jiménez (20 de febrero de 1900-2 de diciembre de 1945)
- María Mercedes Pardo-Manuel de Villena y Jiménez (20 de febrero de 1900-30 de mayo de 1984)
- María Consuelo Pardo-Manuel de Villena y Jiménez (14 de enero de 1902-1965)
- Carmen Pardo-Manuel de Villena y Jiménez (1904-¿?)
- María del Pilar Pardo-Manuel de Villena y Jiménez (1906-10 de diciembre de 1985)
- María Antonia Pardo-Manuel de Villena y Jiménez (¿?-19 de noviembre de 1986)

| Predecesor: fue el primer duque de Arévalo del Rey                   | duque de Arévalo del Rey 1903-1907 | Sucesor: Carlos Pardo-Manuel de Villena y Jiménez |
| Predecesor: María Isabel Manuel de Villena y Álvarez de las Asturias | barón del Monte Villena 1899-1907  | Sucesor: Carlos Pardo-Manuel de Villena y Jiménez |
| Predecesor: fue el primer portador                                   | grande de España 1903-1907         | Sucesor: Carlos Pardo-Manuel de Villena y Jiménez |